# Richard Voss
Pour les articles homonymes, voir Voss (homonymie).
Richard Voss, né le 2 septembre 1851 au manoir de Neugrape en Poméranie et décédé le 10 juin 1918 à Berchtesgaden, est un écrivain prussien.

## Biographie
Dans sa jeunesse Richard Voss entreprend de nombreux voyages, en particulier en Italie. Comme membre de l'ordre de Saint-Jean restauré, il participe à la guerre de 1870 et est blessé. Après avoir étudié les lettres et la philosophie à Iéna et à Munich, il vit depuis l'année 1874 alternativement à Königssee près de Berchtesgaden et dans la Villa Falconieri à Frascati près de Rome où il fréquente la colonie allemande. En 1884 il est nommé bibliothécaire du château de la Wartbourg par le grand-duc Charles-Alexandre de Weimar. 
Dans sa maison à  Königssee, « Bergfrieden », il reçoit de nombreux artistes et des aristocrates. Richard Voss était ami d'Ernst von Wildenbruch, du prince Georges de Prusse et notamment de Richard Kandt qui occupe une place importante dans ses Souvenirs. Le 2 avril 1902 la commune de Frascati le fait citoyen d'honneur. En 1914, il est l'un des signataires du Manifeste des 93 soutenant l'Empire allemand au début de la Première Guerre mondiale. En 1916 il propose de sculpter un immense lion bavarois comme monument de guerre sur la paroi du Falkenstein à Königssee. C'est pour empêcher un tel projet qu'est créé ce qui est devenu l'actuel parc national de Berchtesgaden. 
Sa tombe se trouve à l'ancien cimetière de Berchtesgaden (de) près de l'église des Franciscains (de).

## Œuvres (choix)
- Bergasyl, 1891
- Der Mönch von Berchtesgaden, 1882
- Zwei Menschen, 1891
- Mit Weinlaub im Haar
- Aus einem phantastischen Leben. Erinnerungen, ouvrage posthume publié en 1920

### Filmographie
- Le roman connu Zwei Menschen, qui traite de la vie de Judith Platter, fondatrice du tourisme à Obersalzberg, a été plusieurs fois porté à l’écran (entre autres en 1924-26 comme film muet, en 1930 avec Gustav Fröhlich et en 1952)